# Escut d'Alàs i Cerc
L'escut oficial d'Alàs i Cerc. té el següent blasonament:
Escut caironat truncat: primer de sinople, una església de sable; segon d'or, un trifoli de roure en perla amb 2 glans en xebró de sinople. Per timbre una corona mural de poble.
Va ser aprovat el 23 d'agost de 1993 i publicat en el DOGC el 3 de setembre del mateix any amb el número 1792. L'escut mostra una combinació d'elements dels dos antics municipis, que es van unir l'any 1970. Alàs és simbolitzat per Santa Maria de les Peces, una església romànica del segle xi, i Cerc per una branca de roure.